# 西敬
株式会社西敬（にしけい）は、日本の文具メーカー。本社は大阪府大阪市生野区。世間ではイカリボシのブランド名で知られる。社名の西敬は創業者の西村敬三郎から採ったもの。
規模は小規模だが、アイデア商品が多く、目盛りが消えない定規や裏返せる名札（キッズターナブル名札）なども開発している。学童向けに力を入れており、高齢者向けの商品もある。最近では、医療・安全用品の業界の商品も手掛け、大手メーカーのOEM商品の開発や、販売にも実績がある。

## 主な商品
- 定規（イカリボシブランド）
- 名札（特にキッズターナブル名札は、必要時に応じて裏返せ、氏名、学校名を隠すことができる。防犯目的で開発された商品で、全国の小学校で注目を浴びているヒット商品となっている。）